# 砂田一郎
砂田 一郎（すなだ いちろう、 1937年1月14日 - 2014年6月19日）は、日本の政治学者。専門はアメリカ政治。元学習院大学法学部教授。

## 人物・経歴
兵庫県生まれ。1960年早稲田大学政治経済学部政治学科卒。
毎日新聞社に勤務。フルブライト交換留学で渡米、1973年カリフォルニア大学バークレー校大学院修士課程修了（M.A, 政治学）。同年毎日新聞社を退職、東海大学政治経済学部教授などを経て1995年から2007年3月まで学習院大学法学部教授を務めた。1984年日米友好基金アメリカ研究出版賞受賞。
2014年6月19日午後0時35分、敗血症のため東京都渋谷区の病院で死去した。77歳没。

## 著書

### 単著
- 『ラジカル・アメリカ』（三一新書, 1969年）
- 『現代アメリカ政治――60-80年代への変動過程』（芦書房, 1981年／増補版, 1985年／三訂版, 1989年）
- 『現代アメリカの政治変動――リベラル政治のらせん状発展』（勁草書房, 1994年）
- 『新版 現代アメリカ政治――20世紀後半の政治社会変動』（芦書房, 1999年）
- 『アメリカ大統領の権力――変質するリーダーシップ』（中公新書, 2004年）
- 『現代アメリカのリベラリズム――ADAとその政策的立場の変容』（有斐閣, 2006年）
- 『オバマは何を変えるか』（岩波新書, 2009年）

### 共著
- （久保文明・松岡泰・森脇俊雅）『アメリカ政治』（有斐閣, 2006年/新版, 2010年）

### 共編著
- （薮野祐三）『比較政治学の理論』（東海大学出版会, 1990年）
- （白鳥令）『現代政党の理論』（東海大学出版会, 1996年）

### 訳書
- （フランク・スティシイ）『オンブズマンの制度と機能――世界10ヶ国の比較研究』（東海大学出版会, 1980年）